# Cunha Gago
Les Cunha Gago furent une importante famille de bandeirantes du début de l'exploration des sertões brésiliens à partir du plateau pauliste, défrichant les terres qui constituent le centre-sud du Minas Gerais et l'est du Parana.
Le patriarche de la famille fut Henri da Cunha Gago,le Vieux, fils d'Henri da Cunha et de Philipa Gago et marié avec Catherine de Uñate dont naquit Antônio da Cunha Gabo 
D'autres membres importants furent :
Bartolomeu da Cunha Gago

Simão da Cunha Gago
Cunha Gago est aussi le nom d'une rue  dans le quartier de Pinheiros dans la capitale de l'État de São Paulo

## Source
- (pt) Cet article est partiellement ou en totalité issu de l’article de Wikipédia en portugais intitulé « Cunha Gago » (voir la liste des auteurs).